# Alexander Senki
Alexander Senki (アレクサンダー戦記, Arekusandā Senki, "História militar de Alexandre"), também conhecido como Reign: The Conqueror, é uma anime lançado inicialmente em 1999. Trata-se de uma versão sobrenatural da vida de Alexandre, o Grande baseado no mangá, de mesmo nome, de Hiroshi Aramata. A série foi produzida por vários animadores internacional e o design dos personagens foi feito por Peter Chung, animador coreano-americano criador da série Aeon Flux. A maior parte do trabalho de produção foi realizado por animadores coreanos.

## Lançamento
Na tentativa original de distribuição americana, os produtores realizaram a dublagem sob a direção de Jack Fletcher. Entretanto, quando o anime foi tomado pela distribuidora Tokyopop e preparado para seu lançamado em 2003, outra dublagem foi realizada. Além disso, a distribuidora manteve os direitos pelos primeiros quatro episódios da série contendo a dublagem de Jack Fletcher e usaram-na nos primeiros quatro episódios da versão americana. Após isso, eles usaram a segunda dublagem para os episódios restantes.

## Filme
Há uma versão em filme da série, Alexander Senki Gekijouban, que acabou, de diversas maneiras, ficando artisticamente diferente da série. Uma das diferenças é o design dos personagens. Por exemplo, a personagem Cassandra no filme possui a mesma aparência da personagem Roxanne da série. E, o design de Roxanne no filme é o mesmo de Cassanda na série. Em outras palavras, o design das personagens foi trocado na produção do filme.

## Exibição
No Brasil, uma versão legendada da dublagem americana foram exibidas, tanto para a série quanto para o filme, pelo extinto canal Locomotion.